# Nogales, Sonora

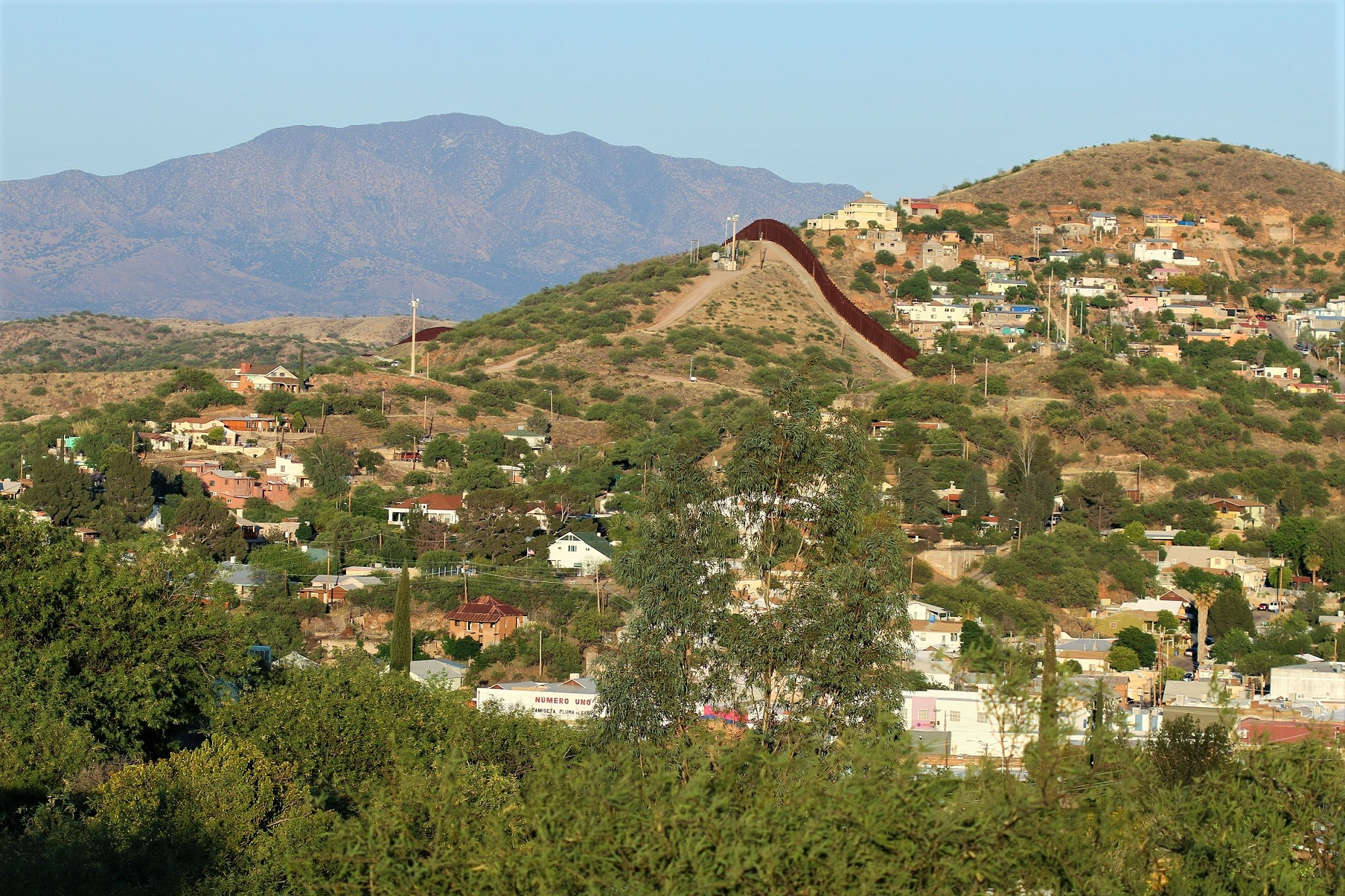
Vy över Nogales

Nogales (officiellt Heroica Nogales) är en stad i nordvästra Mexiko och är belägen i delstaten Sonora, vid gränsen till USA. Staden har 199 749 invånare (2007), med totalt 203 719 invånare (2007) i hela kommunen på en yta av 1 655 km². 
På andra sidan gränsen, i den amerikanska delstaten Arizona, ligger ytterligare en stad med namnet Nogales. 